# Лиза Джаксън
Лиза Джаксън (на английски: Lisa Jackson) е много плодовита американска писателка на бестселъри в жанра исторически и съвременен любовен роман, трилър и романтичен трилър. Писала е и като Сюзан Лин Крос (на английски: Susan Lynn Crose).

## Биография и творчество
Сюзан Лиза Джаксън е родена през 1951 г. в Мълала, Орегон, САЩ. Има сестра, Нанси Буш, която също е известна писателка. Израства в долината Уиламът, Орегон. Опитва се да пише още от 6-и клас. Завършва гимназията в Молала. Учи в продължение на 2 години английска литература в Университета на Орегон преди да се омъжи. Опитва се да започне работа в банков офис, но преди да постъпи супервайзерът на банката е арестуван за банкова измама.
Когато по-малкият ѝ син е на една годинка през 1981 г., под влиянието на сестра си, започва да пише романи през 1981 г., за да се издържа.
През 1983 г. излиза първият ѝ роман „A Twist of Fate“, в който историята е за жена заподозряна в банков обир. След нея тя се посвещава на писателската си кариера.
Произведенията на писателката често са в списъците на бестселърите. Те са преведени на 20 езика и са издадени в над 20 милиона екземпляра по света.
През 2007 г. е удостоена с награда за цялостно творчество от списание „Romantic Times“ за нейните романтични трилъри.
Лиза Джаксън живее със семейството си в Ванкувър, щат Вашингтон.

## Произведения

### Самостоятелни романи
- A Twist of Fate (1983)
- Dark Side of the Moon (1984)
- The Shadow of Time (1984)
- Tears of Pride (1984)
- Gypsy Wind (1984)
- Pirate's Gold (1984)
- A Dangerous Precedent (1985)
- Innocent by Association (1985)
- Midnight Sun (1985)
- Zachary's Law (1986)
- Yesterday's Lies (1986)
- Mystic (1986)
- One Man's Love (1986)
- Snowbound (1987)
- Summer Rain (1987)
- The Brass Ring (1988)
- Hurricane Force (1988)
- In Honor's Shadow (1988)
- Aftermath (1989)
- Tender Trap (1989)
- His Bride to Be (1990)
- Double Exposure (1990)
- Mystery Man (1991)
- Obsession (1991)
- Sail Away (1991)
- Million Dollar Baby (1992)
- Treasures (1994) – издадено и като „See How She Dies“
- Intimacies (1995) – издадено и като „Final Scream“
- Wishes (1995) – издадено и като „Running Scared“
- Шепот, Whispers (1996)
- Шансове, Twice Kissed (1998)
- Мълчание, Unspoken (1999)
- Богинята на любовта, Wild and Wicked (2002)
- Грехове на миналото, Most Likely to Die (2007) – с Бевърли Бартън и Уенди Корси Стъб
- Risky Business (2009)
- Without Mercy (2010)
- You Don't Want to Know (2012)
- Sinister (2013) – с Нанси Буш и Розалинд Нунан
- Close to Home (2014)
- Wicked Ways (2014) – с Нанси Буш

### Серия „Маверик“ (Maverick)
1. He's a Bad Boy (1992)
2. He's Just a Cowboy (1993)
3. He's the Rich Boy (1993)
4. He's My Soldier Boy (1994)

### Серия „Историческа трилогия“ (Historical Trilogy)
като Сюзан Лин Крос
1. Enchantress (1993)
2. Kiss of the Moon (1994)
3. Outlaw (1995)

### Серия „Любовни писма“ (Love Letters)
1. A Is for Always (1994)
2. B Is for Baby (1994)
3. C Is for Cowboy (1994)
4. D Is for Dani's Baby (1995)

### Серия „Тъмни скъпоценни камъни“ (Dark Jewels)
1. Dark Ruby (1998)
2. Dark Emerald (1999)
3. Dark Sapphire (2000)

### Серия „Завинаги семейство“ (Forever Family)
1. A Family Kind of Guy (1998)
2. A Family Kind of Girl (1998)
3. A Family Kind of Wedding (1998)

### Серия „Маккафъртис“ (McCaffertys)
1. Thorne (2000)
2. Matt (2001)
3. Slade (2002)
4. Best-Kept Lies (2004)
5. Randi (2007)

### Серия „Сан Франциско/семейство Кейхил“ (San Francisco/Cahill Family)
1. Съдбовни грехове, If She Only Knew (2000)
2. Almost Dead (2007)

### Серия „Ню Орлиънс“ (New Orleans)
1. Hot Blooded (2001)
2. Cold Blooded (2002)
3. Shiver (2006) – награда на списание „Romantic Times“
4. Absolute Fear (2007)
5. Lost Souls (2008)
6. Malice (2009)
7. Devious (2011)

### Серия „Средновековна трилогия“ (Medieval Trilogy)
1. Impostress (2003)
2. Temptress (2005) – награда на списание „Romantic Times“
3. Sorceress (2007)

### Серия „Савана“ (Savannah)
1. The Night Before (2003)
2. The Morning After (2004)
3. Tell Me (2013)

### Серия „Западно крайбрежие“ (West Coast)
1. Deep Freeze (2005)
2. Fatal Burn (2006)

### Серия „Селена Алварес и Рейгън Пеколи“ (Selena Alvarez and Regan Pescoli)
1. Left To Die (2008)
2. Chosen To Die (2009)
3. Born to Die (2011)
4. Afraid to Die (2012)
5. Ready to Die (2013)
6. Deserves To Die (2014)

### Участие в общи серии с други писатели

#### Серия „Опасен за любов USA“ (Dangerous To Love USA)
5. Devil's Gambit (1985)
от серията има още 49 романа от различни автори

#### Серия „Роден в САЩ“ (Born in the USA)
- Renegade Son (1987)

от серията има още 18 романа от различни автори

#### Серия „Западни любовници“ (Western Lovers)
- With No Regrets (1990)

от серията има още 13 романа от различни автори

#### Серия „Тази специална жена!“ (That Special Woman!)
- A Husband to Remember (1993)

от серията има още 27 романа от различни автори

#### Серия „Ваканционни връзки“ (Holiday Elopements)
- New Year's Daddy (1995)

от серията има още 2 романа от различни автори

#### Серия „Деца на съдбата“ (Fortune's Children)
2. The Millionaire and the Cowgirl (1996)
от серията има още 21 романа от различни автори

#### Серия „Монтана Маверекс“ (Montana Mavericks)
21. Lone Stallion's Lady (2000)
от серията има още 68 романа от различни автори

#### Серия „Колония“ (Colony) – с Нанси Буш
1. Wicked Game (2009)
4. Wicked Lies (2011)
5. Something Wicked (2013)
от серията има още 4 романа от Нанси Буш и Дж. Томас

### Новели
- The Life and Death of Lauren Conway: A Companion to Without Mercy (2011)

### Сборници
- 1993 Silhouette Christmas Stories (1993) – с Джоан Хол и Емили Ричардс
- Мъжът от Боровата планина в Коледна магия`94, Silhouette Christmas Stories 1993 (1993) – с Луси Гордън, Джоан Хол и Емили Ричардс
- Lover Come Back (1994) – с Патриша Гарднър Еванс и Даяна Палмър
- Treasures / Gifts of the Heart (1994)
- The Parent Trap (1996) – с Кейси Майкълс и Далас Шулце
- Tis the Season (1997) – с Илейн Кофман, Кат Мартин и Катрин Сътклиф
- A Fortune's Children Christmas (1998) – с Барбара Бозуел и Линда Търнър
- Slow Heat (2001) – със Стела Камерън и Джил Мари Ландис
- Santa Baby (2002) – с Кайли Адамс, Илейн Кофман и Лиза Плъмли
- Randi / Beyond Control (2004) – с Бронуин Джеймсън
- Deck the Halls (2004) – с Марсия Евъник, Вирджиния Хенли, Фърн Майкълс и Линда Лейл Милър
- Kiss Me Again (2005) – със Сюзан Форстър, Лори Фостър и Деби Макомбър
- Strangers: Mystery Man (2005)
- Best-Kept Lies / Wild in the Moment (2005) – с Дженифър Грийн
- Secrets (2007)
- High Stakes (2008)
- Hired Husband / Millionaire and the Cowgirl (2008) – с Ребека Брандъуейн
- Missing (2008)
- Secrets and Desire (2009) – с Линда Конрад и Барбара Маколи
- Montana Fire (2009)
- Stormy Nights (2010)
- A Fortune's Children's Christmas (2010) – с Барбара Бозуел и Линда Търнър
- Sweet Revenge (2010)
- Strangers (2011)
- Abandoned (2011)
- Beach Season (2012) – с Холи Чембърлейн, Кати Ламб и Розалинд Нунан
- Suspicions (2013)
- Memories (2013)
- Proof of Innocence (2014)
- Summer Days (2014) – с Елизабет Бас, Мери Картър и Холи Чембърлейн
- Our First Christmas (2014) – с Мери Бъртън и Мери Картър